# Rancho Alfaro
El Esquileo Lavadero de Rancho Alfaro, también conocido como de las Puertas, es un conjunto de edificaciones de carácter ganadero ubicado en las estribaciones de la sierra de Guadarrama, en el municipio de Santo Domingo de Pirón, en la provincia de Segovia (España).

## Historia

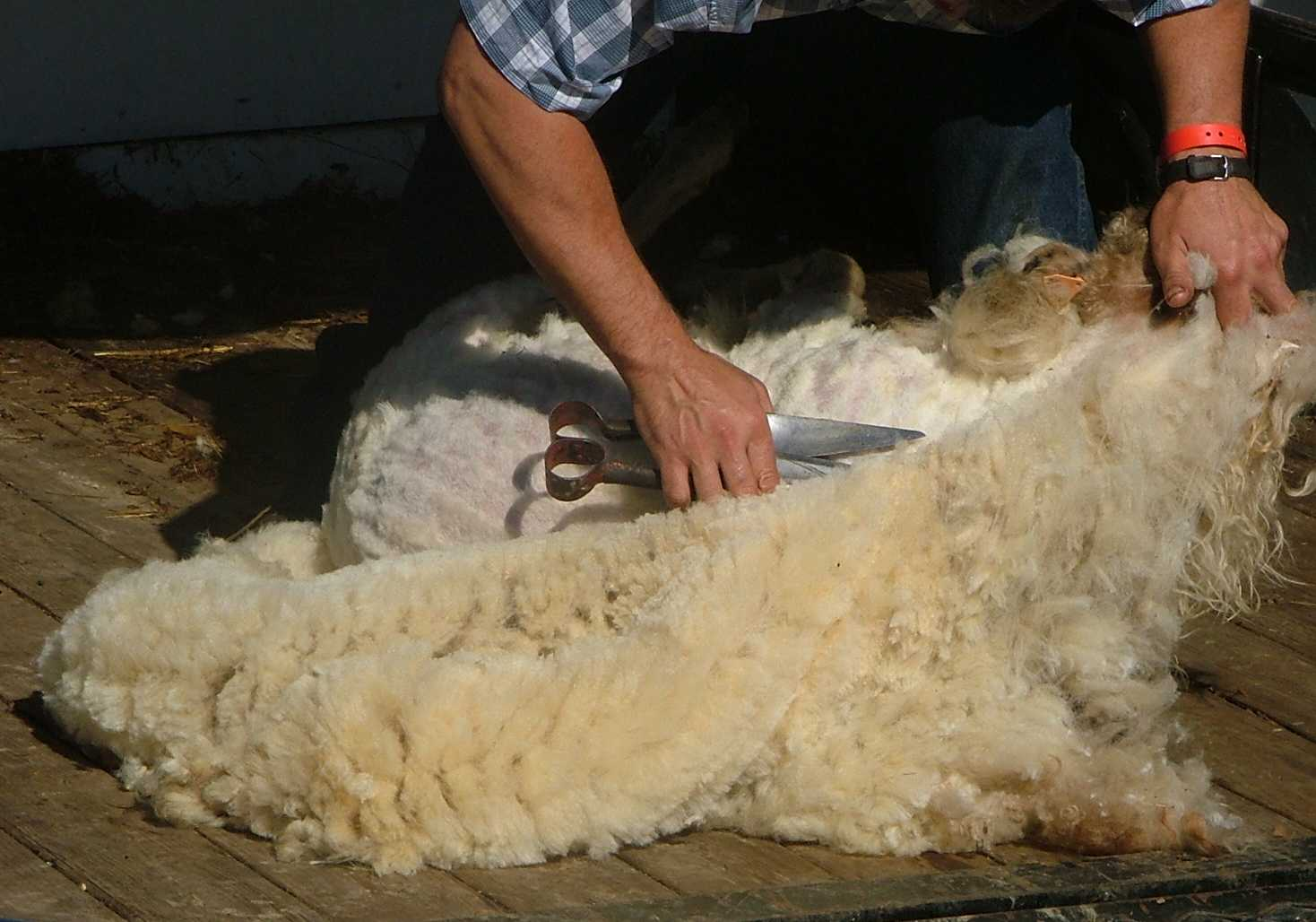
Esquileo

En un documento religioso de 1247 se documenta la primigenia aldea de origen medieval de Puertas. A inicios del siglo XVIII estuvo en decadencia, acercándose a quedar despoblada.
Sería adquirida por José Alfaro, secretario de Fernando VI, quien en 1750 la remodelaría completamente siendo adaptado todo su recinto al característico rancho o finca de esquileo que comenzó a construirse a lo largo de las grandes cañadas reales para despojar de su vellón de lana a los rebaños de ganado merino trashumante. Una de sus peculiaridades fue la existencia de cuatro charcones y la chimenea del horno que calentaba la caldera del agua, instalación empleada para realizar in situ el lavado, primero en frío y luego en caliente, de la lana permitiendo exportar la mercancía directamente a diversas partes de Europa.
Llegaría a ser uno de los más importantes ranchos del país aprovechando su ubicación próxima al río Pirón, en el cruce de la Cañada Real Soriana Occidental que conecta Soria con Badajoz y la Carretera del Puerto de Malangosto muy utilizada entonces para conectar ambas mesetas.
Vendido con posterioridad a Luis de Contreras y Thomé, en 1850 las cabañas de Segundo Sierra Pabley, Lucas Paredes y los herederos de José Segundo Ruiz contabilizaban 6200 cabezas en total.
Pasando por varios dueños y siguiendo una evolución similar al de la castellana industria pañera, a inicios del siglo XIX su producción era mínima. Uno de los últimos dueños productores, de manera ya casi testimonial, fue el sexto Maques de Lozoya, época en el que el complejo decadente sería refugio del bandolero El Tuerto de Pirón, amigo y antiguo correligionario del marqués. A finales del siglo XIX el lugar ya estaría abandonado y comenzando un gradual deterioro hasta nuestros días.

### Leyenda
Es conocida entre las poblaciones del entorno la leyenda de la presencia de una fantasma hembra que desde tiempos pretéritos ronda sus ruinas y en ocasiones se cruza con quién transita por ellas, siendo parte del folclore local la copla:
Por el rancho de Alfaro
dicen que anda
por los encerraderos

una fantasma

## Grado de protección legal

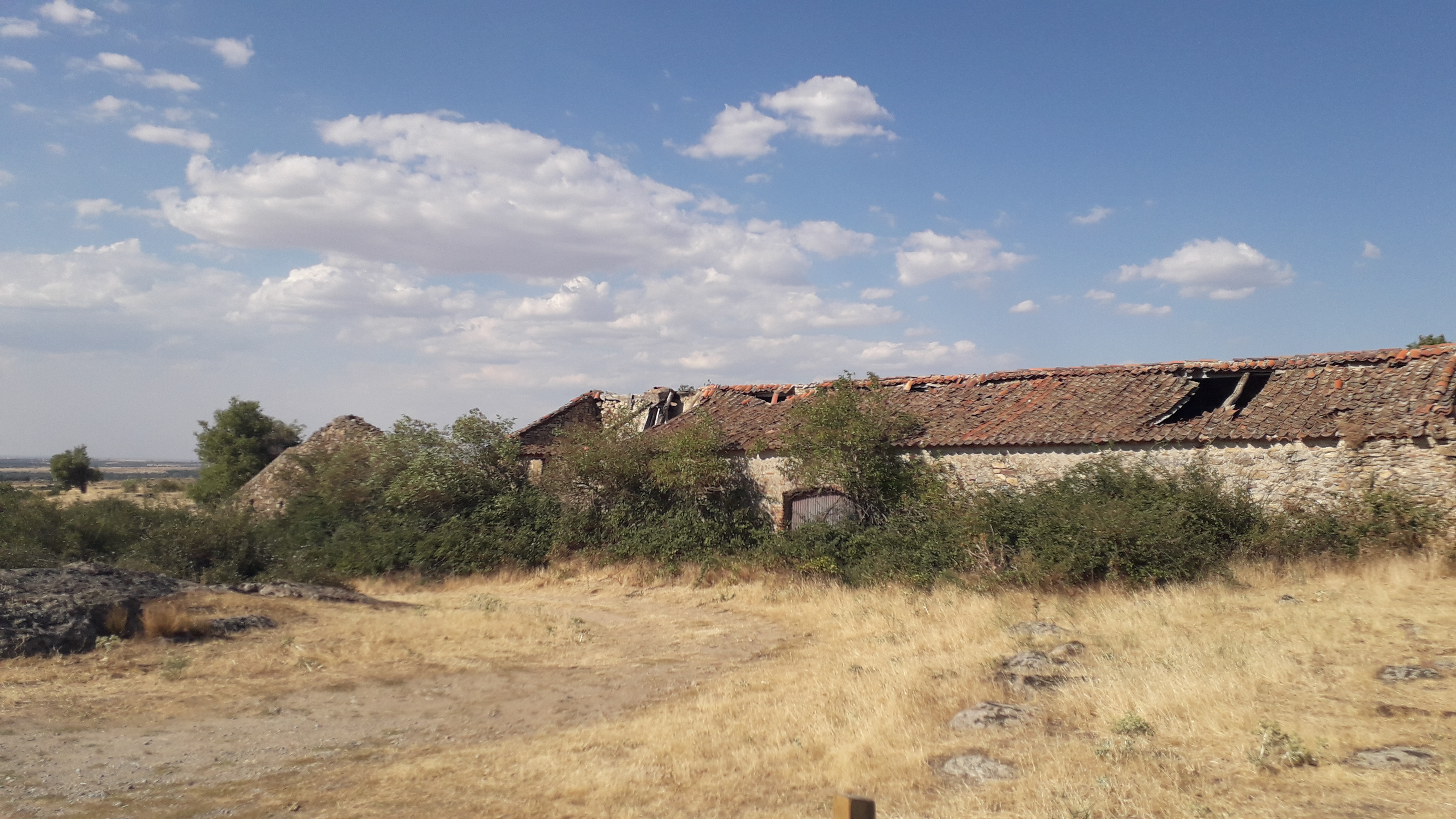
Ruinas del esquileo

El complejo se encuentra en manos privadas, sin protección legal específica y en un avanzado estado de semirruina.
El peligro que supone su posible desaparición, el abandono institucional y mal uso de sus propietarios la llevó a ser incluida en la Lista roja de patrimonio en peligro el 2 de julio de 2024 por la asociación de utilidad pública Hispania Nostra.